# Eton (företag)
Eton är ett varumärke inom svensk konfektion. Det består av två företag: Eton AB, som tillverkar skjortor, och Eton Systems, som tillverkar system som underlättar tillverkningen.
Sedan 2016 är riskkapitalbolaget EQT majoritetsägare i Eton AB. Totalt säljs Etons skjortor i 1 500 butiker i mer än 50 länder världen runt. Största marknaderna är USA och Kanada och 80 procent av tillverkningen går på export. Flaggskeppsbutiker finns i New York, London, Frankfurt och Stockholm. Skjortorna sys uteslutande upp i Europa, mer specifikt Rumänien, Makedonien, Baltikum och Sverige.
Eton Systems grundades av Inge Davidson år 1967. Företaget utvecklade ett materialhanteringssystem, "Unit Production System" förkortat UPS, som förflyttar tillverkningsmaterial, komponeter och till viss del verktyg mellan olika arbetsstationer. Förflyttningen skedde i ett transportörsystem ovanför arbetsstationerna vilket frigjorde golvyta och minskade tidsåtgången för operatörena att förflytta materialet. Eton Systems har sålt mer än 4000 system i över 60 länder.

## Historia Eton AB
Eton AB grundades 1928 av makarna Annie och David Pettersson, då under namnet "Syfabriken Special". Under 1920-talet började Annie Pettersson sy klänningar hemma i familjens kök i Gånghester. När depressionen slog till under 1920-talet tvingades maken David slå igen familjens sågverk och började istället jobba med fruns snabbt växande verksamhet och det nystartade företaget "Syfabriken Special". Med ett ökat fokus på herrskjortor bytte företaget sedermera namn till "Skjortfabriken Special".
I början av 1950-talet lanserade "Skjortfabriken Special" den så kallade "Eton-skjortan" som skapades med inspiration från det anrika Eton College. 1955 påbörjades export till Storbritannien och då "Skjortfabriken Special" var svårt att uttala utomlands antog man Eton som företagsnamn. I samband med expansionen på 50-talet byggdes en ny modern fabrik upp i Gånghester och idag (2018) är det fortfarande företagets huvudkontor.
Under 1980-talet inleddes satsningen på skjortor av hög kvalitet och 1992 presenterade Eton, efter ett samarbete med schweiziska experter, världens första strykfria skjorta i 100% bomull. Den första återförsäljaren var det anrika brittiska varuhuset Harrods som sålde 600 skjortor den första veckan.

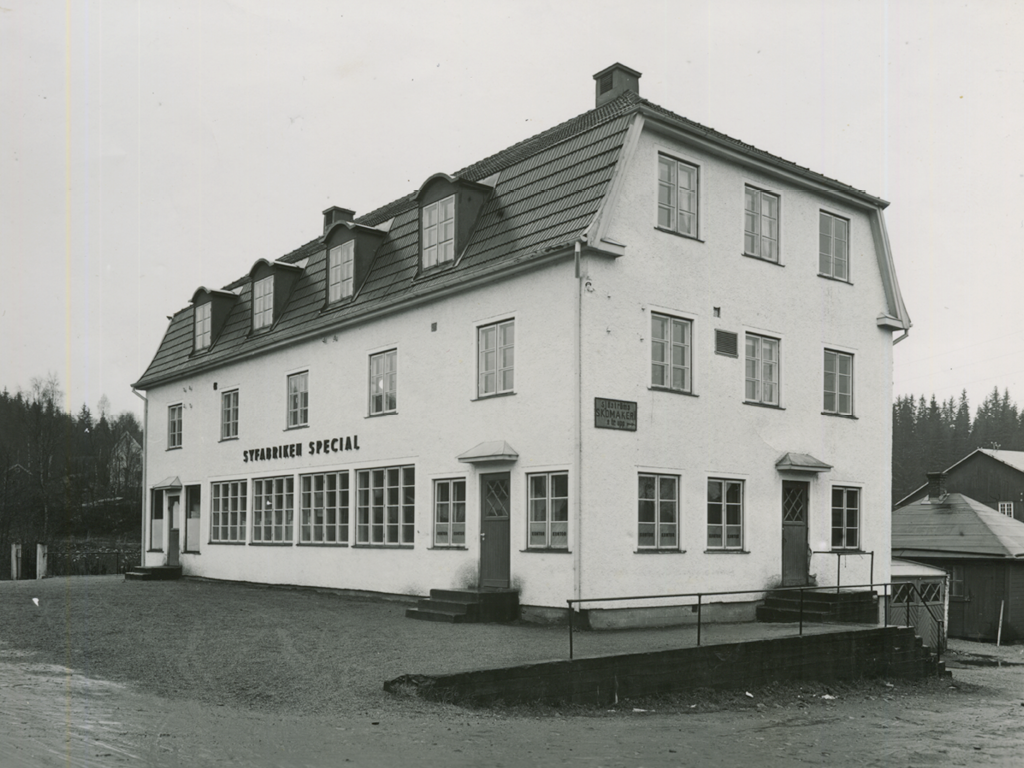
Syfabriken Specials fabriksbyggnad i Gånghester, Sverige, under 1930-talet.
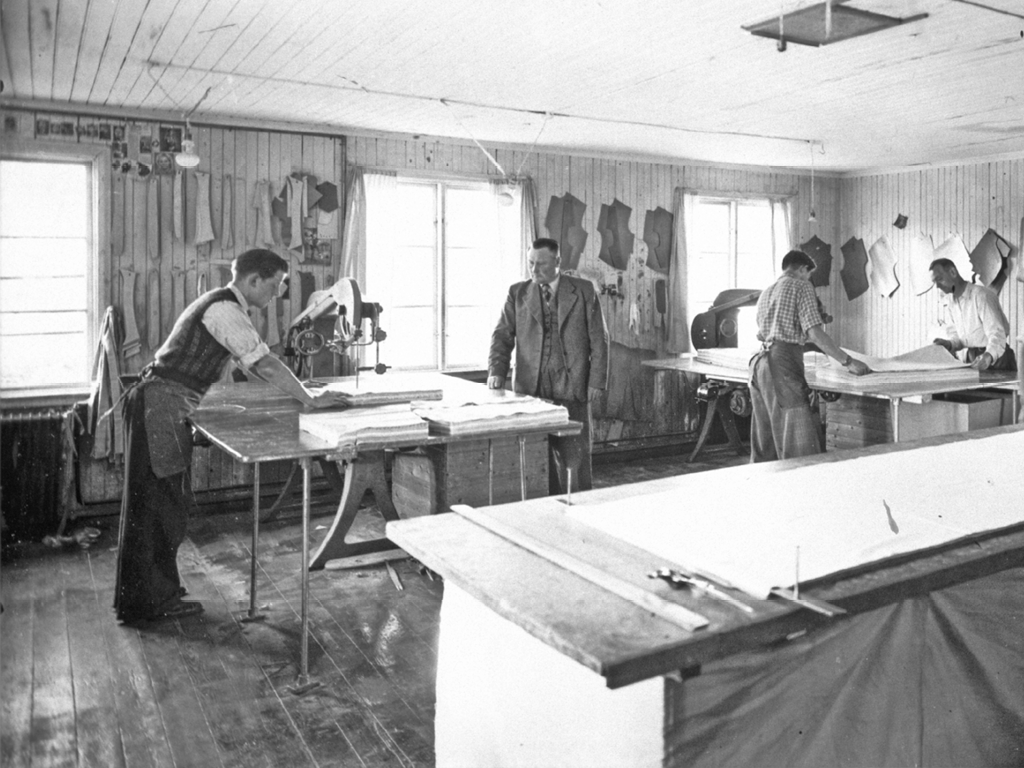
David Pettersson, grundare av skjortföretaget Eton AB, överser arbetet i fabriken i Gånghester på 1930-talet.
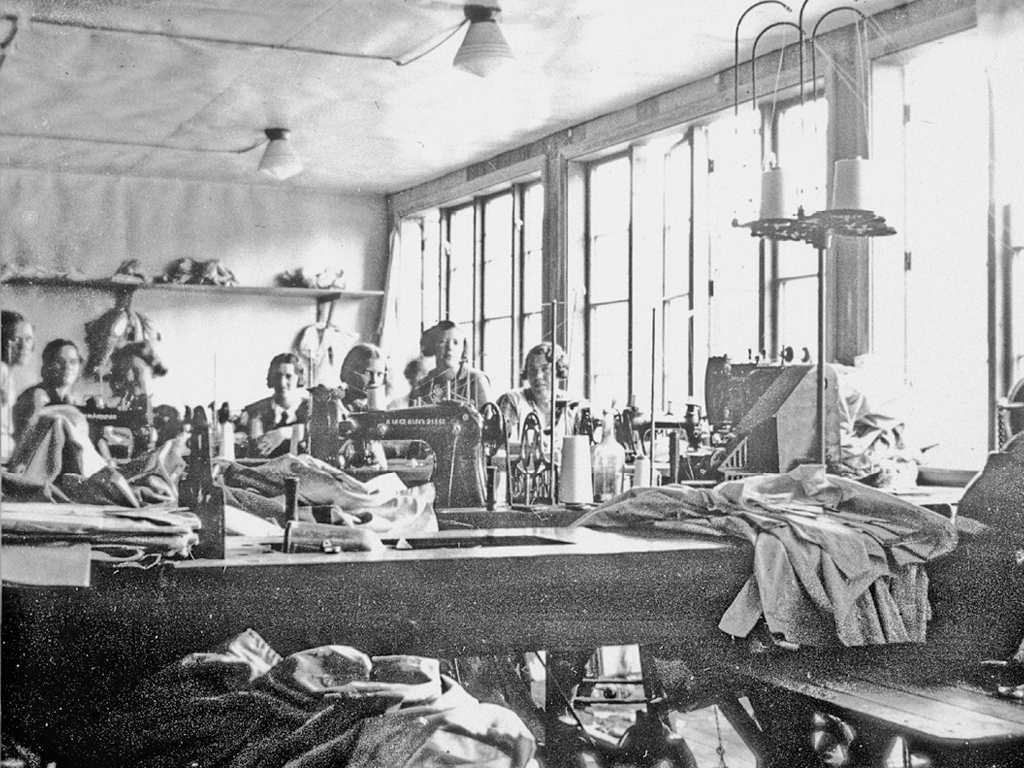
Sömmerskor på Syfabriken Special, sedermera Eton AB, i Gånghester, Sverige, under 1930-talet.
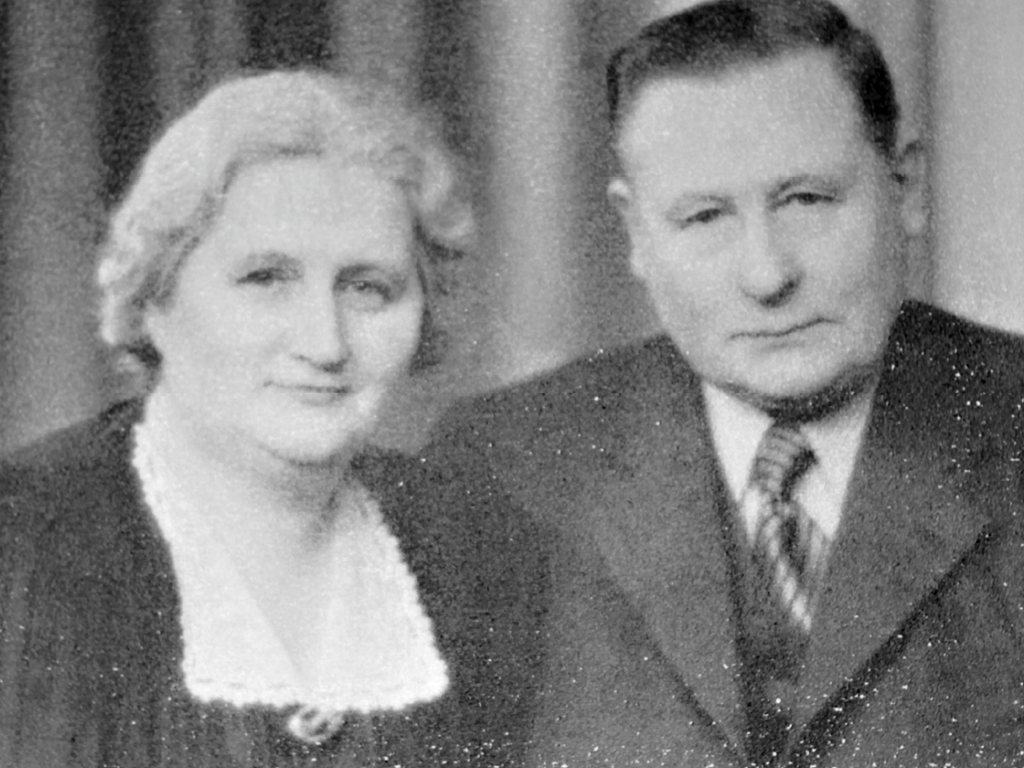
Makarna Annie och David Pettersson, grundare till textilföretaget Syfabriken Special, idag känt som skjortföretaget Eton.